# 張露露
張露露 (Cheung Lo Lo)，原名：張飛燕 (Cheung Fei Yin)，
在1964年開始在粉菊花主持的「春秋戲劇學校」學習京劇北派功架的童星。1965年3月4日(星期四)晚上在香港大會堂參加「粉菊花劇團」演出北派武劇《花蝴蝶》，其他演員有康玉釧飾演展昭、錢月生飾演鄧車、惠英華飾演蔣平、董云瑋飾演徐慶。1965年5月11日(星期二)參演了該校第二次公開在香港大會堂音樂廳演出，主演《周瑜歸天》，年紀小小的她，能唱做繁重的京劇，令觀眾趨之若鶩。1965年8月4日(星期三)晚上在香港大會堂演出蓋叫天的著名京劇《快活林》，大耍醉拳。1965年10月參演了該校第三次公開在香港大會堂音樂廳演出，主演《大劈棺》，在劈棺及活捉田氏時，施展精彩武功。

## 部份張露露(張飛燕)的電影
1. 粵語電影《大戰泗洲城》(1962年2月)，分別飾演善才童子及龜仔；
2. 粵語電影《火海勝字旗》(1962年11月)，飾演竇雲英；
3. 粵語電影《仙鶴神針新傳(下集)》(1963年3月)，飾演白雲飛；
4. 粵語電影《香城艷屍》(1964年3月)，飾演楊大偉的女兒；
5. 國語電影《嫦娥奔月》(1966年1月)；
6. 國語電影《草莽喋血記》(1966年2月)；

## 外部連結
- 香港電影資料館有關張露露(張飛燕)參演電影的記錄[永久]
- 香港影庫：張露露(張飛燕) （页面存档备份，存于）
- 張露露(張飛燕)耍銅環的演出片斷